# Lobocleta inermaria
Lobocleta inermaria är en fjärilsart som beskrevs av Achille Guenée 1858. Lobocleta inermaria ingår i släktet Lobocleta och familjen mätare. Inga underarter finns listade i Catalogue of Life.